# Kaschwitz-Glaubnitz
Kaschwitz-Glaubnitz (obersorbisch Kašecy-Hłupońca) ist eine ehemalige Gemeinde, die sich im Kreis Kamenz befand.
Kaschwitz-Glaubnitz entstand 1957 aus den bis dahin eigenständigen Gemeinden Kaschwitz und Glaubnitz und wurde 1974 nach Ostro eingemeindet. Die Gemeinde Ostro ging schließlich 1994 in der Gemeinde Panschwitz-Kuckau auf, zu der die Orte noch heute gehören. 1964 lebten in der Gemeinde Kaschwitz-Glaubnitz 193 Personen.
Die Gemeinde gehörte zum offiziell zweisprachigen Gebiet im Bezirk Dresden.

## Belege
1. ↑  Kaschwitz-Glaubnitz – HOV. ISGV, abgerufen am 1. Januar 2024.

Koordinaten: 51° 12′ N, 14° 11′ O